# Васьюган
Васьюган (устар. Вась-Юган) — река в России, протекает по Ханты-Мансийскому АО. Устье реки находится в 43 км по правому берегу реки Лямин 1-й. Длина реки составляет 55 км, площадь водосборного бассейна 600 км².

## Притоки
- 3 км: Варынгъюган
- 10 км: Варсынгтанъюган
- 35 км: река без названия
- 43 км: река без названия

## Данные водного реестра
По данным государственного водного реестра России относится к Верхнеобскому бассейновому округу, водохозяйственный участок реки — Обь от города Нефтеюганск до впадения реки Иртыш, речной подбассейн реки — Обь ниже Ваха до впадения Иртыша. Речной бассейн реки — (Верхняя) Обь до впадения Иртыша.
Код объекта в государственном водном реестре — 13011100212115200046409.